# Xiaheqing
Xiaheqing (kinesiska: 下河清) är en köping i nordvästra Kina. Den ligger i stadsdistriktet Suzhou i staden Jiuquan i provinsen Gansu, omkring 580 kilometer nordväst om provinshuvudstaden Lanzhou. Antalet invånare är 7 969. Befolkningen består av 3 837 kvinnor och 4 132 män. Barn under 15 år utgör 18,0 %, vuxna 15-64 år 75 %, och äldre över 65 år 6,0 %.